# Oljato-Monument Valley (Utah)
Oljato-Monument Valley è un census-designated place (CDP) degli Stati Uniti d'America, situato nello stato dello Utah, nella contea di San Juan.